# 육일씨엔에쓰
육일씨엔에쓰(Ryukil C&S Ltd.)는 대한민국의 3D Glass 기업이다. 본사는 서울특별시 영등포구 경인로 775 에이스하이테크시티 2동 2001호에 위치해 있으며 대표이사는 구자옥이다. 정밀화학 필수소재 기업 씨엔에이를 인수한 바 있다 자동차용 계기판, CID, RSE, 헤드업 디스플레이(HUD) 등을 개발, 양산하고 있다

## 역사
- 2015년 12월 24일 공모가 6,000원에 상장하였다.
- 인터렉티브 화이트 보드를 만드는 에듀테크 기업 '컴버스테크'를 115억원에 인수하였다.[5]

## 참고 문헌
1. ↑  유수현, 한국IR협의회 기술분석보고서-육일씨엔에쓰, 2022-04-14
2. ↑  배요한, 육일씨엔에쓰, 2Q 누적 영업익 '흑자전환' 뉴스핌, 2023년 8월 14일
3. ↑  차은지, 육일씨엔에쓰, 주력 사업 재편 기대감에 주가↑, 한국경제, 2022년 8월 26일
4. ↑  육일씨엔에스, 포르쉐 글라스부터 애플 부품까지...100조 IPO 빛 본다, fn뉴스, 2022년 9월 27일
5. ↑  '50억 조달' 육일씨엔에쓰, 신사업 에듀테크 '힘싣기' 더벨 2024-06-24